# Петриненко Тарас Гаринальдович
Тара́с Гарина́льдович Петрине́нко (нар. 10 березня 1953, Київ, УРСР) — український музикант, співак, композитор, поет. Автор пісні «Україна», що перетворилася на своєрідний неофіційний гімн України. Найвідоміші пісні: «Пісня про пісню», «Господи, помилуй нас», «Там за обрієм», «Любов моя», «Новий рік», «Ми не закінчили розмову» тощо. Народний артист України (1999), Національна легенда України (2023).
Син Діани Петриненко і Гаринальда Петриненка. Небіж Івана Паливоди.

## Біографія
Тарас Петриненко народився 1953 р. у Києві.
Свою музичну діяльність розпочав 1969 р. з виступу на танцмайданчику з гуртом «Еней», що складався з учнів музичної школи-десятирічки ім. Миколи Лисенка. 1970 р. цей гурт дебютував на телебаченні й майже два роки був беззаперечним лідером української рок-музики.
У 1971 р. Тарас Петриненко створив новий гурт «Дзвони», який 1974 р. об'єднався з «Енеєм». Новостворений ВІА «Візерунки шляхів» додав до лірики «Дзвонів» (Петриненка) та фолк-року «Енея» патріотики членів спілки композиторів. На початку 1975 р. гурт записав на грамстудії «Мелодії» платівку-гігант. Гурт одразу запросили до Укрконцерту, де під назвою «Гроно» він проіснував майже рік.
Після служби в армії Петриненко недовго керував знаменитим ансамблем «Мрія», але після того, як йому заборонили виконувати власні пісні (зокрема, «Пісня про пісню»), він з гуртом «Чарівні гітари» переїхав до Росії.
З 1982 р. працював у тульському ансамблі «Червоні маки» (Красные маки), який на той час складався винятково з українських музикантів. Тут він написав свої перші російськомовні хіти — «След погасшей звезды», «Перелётная птица», «Однажды утром», «Я скоро вернусь».
1987 року Петриненко покинув «Червоні маки» і разом з Валерієм Смаглієм відновив «Гроно» на базі Київконцерту. Сюди ж повертається гітарист І. Шабловский. З Київського театру естради прийшла співачка Тетяна Горобець. Спершу репертуар гурту дублював репертуар «Маків» з доданням кількох україномовних творів (зокрема, «Пісня про пісню»), та невдовзі з'явилася пісня «Україна» (первісна назва «Поки кохаєм»), прем'єра котрої відбулася на Першому каналі Українського радіо в ранковій інформаційно-музичній програмі (ведучий і редактор О. Бутко, музичний редактор О. Васильєв), позивними якої мелодія пісні почала слугувати згодом, та інші, і досить швидко Петриненко став лідером української естради.
У 1989 році вийшов альбом «Я професійний раб», дещо політизований і розтиражований лейблом «Кобза». Цікаво, що всі вважали «Гроно» попгуртом, хоч увесь альбом був аранжований у стилі прогресив-року.
1991 р. Петриненко розпочав запис альбому «Господи, помилуй нас» для «Аудіо України», який було завершено лише через два роки. Причиною тому став розпад гурту «Гроно» — акомпануючі музиканти не повернулися із зарубіжних гастролей. Та це не відбилося на якості альбому — за підсумками 1993 р. його було визнано найкращим в Україні.
1995 р. Петриненко деякий час вів на центральному телебаченні України програму «Колискова для дорослих». Влітку 1997 р. на «Таврійських іграх — VI» Тарас Петриненко отримав Всеукраїнську премію в галузі музики та масових видовищ «Золота Жар-птиця» в номінації «Жива легенда». Наприкінці року фірма «Нова Рекордс» випустила третій сольний альбом Тараса Петриненка «Любов моя»; також було розтиражовано попередній альбом.
1999 р. за особистий внесок у розвиток національної культури і мистецтва та вагомі творчі здобутки солісту-вокалістові концертно-творчої організації «Київщина» Тарасові Петриненку присвоєно звання Народного артиста України.
2003 р. лейбл «Атлантик» зарахував Тараса Петриненка до когорти рок-музикантів і видав збірку його пісень у серії «Рок-Легенди України».
Восени 2004 р. Тарас Петриненко брав участь у Помаранчевій революції, де на Майдані Незалежності неодноразово виконував свої пісні.
Є членом Комітету з Національної премії України імені Тараса Шевченка (з грудня 2016).
Музикант і композитор Тарас Петриненко продовжує працювати над новими піснями, дає концерти в Україні та за кордоном.

## Погляди
Деяке своє ставлення до політики і політиків Петриненко висловив у інтерв'ю в серпні 2006 р.:
Знаєте, те, що держава незалежна, тішить саме по собі. Правда, це не потрібно перебільшувати. Адже у нас уже закріпилася традиція «наступати на граблі», до того ж постійно. І останнім часом це вже як «танець на граблях». Неможливо логічно пояснити, чому, коли українські патріоти здобувають якусь перемогу, вони тут же самі її віддають. Таке вже відбувалося не один раз за ці 15 років.— Український формат. Тарас Петриненко: Мої стосунки із шоу-бізнесом не складалися ніколи
На численні пропозиції (у різні роки) стати народним депутатом, посісти інші чиновницькі посади Тарас Петриненко відповідає: «Кожен має займатися своєю справою».
Про сучасний український шоу-бізнес Тарас Петриненко каже:
Про талант до музики чи до слова сьогодні взагалі не йдеться. Все це перетворилося у таку собі індустрію, яка має свої канони і догми. Звичайно, є талановиті люди. Але зазвичай вони залишаються поза грою, тому, що бути популярним особливого таланту не потрібно. Світ міняється, і на мій погляд, не в кращу сторону… Мої стосунки із шоу-бізнесом не складалися ніколи. Я просто не можу іти всупереч тому, що мені дано від Бога.— Український формат. Тарас Петриненко: Мої стосунки із шоу-бізнесом не складалися ніколи

## Альбоми
- 1976 — С60-06699 (LP) Тарас Петриненко та ВІА «Візерунки шляхів»
- 1989 — Кобза (МС) Тарас Петриненко і гурт «Гроно»– «Я професійний раб»
- 1993 — NT960 (МС) Тарас Петриненко і Тетяна Горобець — «Господи, помилуй нас»
- 1998 — Nova Records — NR 0024-4 (MC) Тарас Петриненко — «Любов моя»
- «Тарас Петриненко та Тетяна Горобець — Збірка вибраних пісень»
- 2003 — Atlantic Music (CD) «Рок-легенди України. Тарас Петриненко»

## Нагороди
- Лауреат Національної премії України імені Тараса Шевченка (1996) — за значні досягнення у розвитку сучасної української естрадної пісні, концертно-виконавську діяльність останніх років[6];
- Заслужений діяч мистецтв України (1996);
- Народний артист України (1999) — за особистий внесок у розвиток національної культури і мистецтва та вагомі творчі здобутки, солісту-вокалісту концертно-творчої організації «Київщина»;
- Орден Свободи (22 січня 2019) — за значний особистий внесок у державне будівництво, зміцнення національної безпеки, соціально-економічний, науково-технічний, культурно-освітній розвиток Української держави, вагомі трудові досягнення, багаторічну сумлінну працю[7];
- Орден «За заслуги» (Україна) (16.01.2009);
- Національна легенда України (2023)[8].